# Athanase II d'Antioche
Pour les articles homonymes, voir Athanase.
Athanase de Balad (634 – 687) fut, sous le nom d'Athanase II, le quarante-cinquième patriarche d'Antioche suivant le décompte de l'Église jacobite (monophysite), intronisé en 683 ou 684 et mort fin 686 ou le 11 septembre 687. Savant, chrétien, moine, traducteur de textes grecs en syriaque, il s'est principalement consacré à la philosophie grecque et a produit des commentaires et des traductions de textes grecs en syriaque.

## Biographie
Natif de Balad (actuelle Eski-Mossoul, sur la rive droite du Tigre, à environ 35 km en amont de Mossoul), il étudie au monastère de Kennesrin et y suit notamment l'enseignement de Sévère Sebôkht. C'est là qu'il acquiert la maîtrise du grec et du syriaque, et se consacre notamment à la philosophie d'Aristote. Affecté au monastère de Beth Malka, près d'Antioche, il achève en janvier 645, la traduction en syriaque de l'Isagogè de Porphyre de Tyr, pour laquelle il a rédigé une préface. Il traduit un autre ouvrage anonyme de même titre, et parmi des traités de logique constituant l'Organon d'Aristote, les Premiers Analytiques, les Topiques et les Réfutations sophistiques.
Plus tard, ordonné prêtre, il semble qu'il ait résidé à Nisibe (si on ne suppose pas l'existence d'un autre traducteur contemporain du nom d'Athanase de Nisibe, comme le fait Anton Baumstark dans ses Lucubrationes Syro-Græcæ). À la requête de Matta, métropolite d'Alep, et de Daniel, métropolite d'Édesse, il donne en 669 une traduction d'une partie des lettres de Sévère d'Antioche. Il traduit le Second discours contre Néphalius, du même auteur ; les neuf homélies de l'Hexaéméron de Basile de Césarée (en 666/667) ; plusieurs homélies de Grégoire de Nazianze. Une lettre du catholicos nestorien Timothée Ier indique qu'il fut aussi traducteur du Pseudo-Denys l'Aréopagite.
Athanase de Balad et son contemporain plus jeune Jacques d'Édesse restèrent ensuite dans la tradition syriaque comme les maîtres de la traduction des textes grecs. À la fin de 683 ou au début 684, Athanase fut intronisé patriarche d'Antioche. On conserve son long discours d'avènement devant les évêques de l'Église réunis (les noms de dix-sept sont mentionnés). Il publia également une lettre (datée de 684) dénonçant la participation des chrétiens à des fêtes païennes, pendant lesquelles la viande d'animaux sacrifiés était mangée, et les femmes chrétiennes avaient des relations intimes avec des païens. Athanase II a également composé des prières, dont trois pour la liturgie de l'eucharistie, et plusieurs pour les morts. Son collègue, le patriarche copte Jean III d'Alexandrie, lui adressa une longue lettre synodique, datée du 24 juin 686.